# Скано ди Монтиферо
Ска̀но ди Монтифѐро (на италиански: Scano di Montiferro; на сардински: Iscanu, Искану) е село и община в Южна Италия, провинция Ористано, автономен регион и остров Сардиния. Разположено е на 385 m надморска височина. Населението на общината е 1592 души (към 2010 г.).